# John E. Dahlquist
John Ernest Dahlquist (12 de março de 1896 - 30 julho de 1975) foi um General do Exército dos Estados Unidos. No curso da sua carreira militar, Dahlquist comandou três divisões diferentes do exército, comandou no corpo de exército e no nível do exército de campo e ascendeu ao posto de general quatro estrelas. Ele é conhecido por ordenar uma série de pobres decisões tácticas que levaram a que o 442º RCT se tornasse na unidade mais condecorada da história das Forças Armadas dos Estados Unidos.

## Prémios e condecorações
Os prémios e condecorações de Dahlquist incluem a Cruz de Serviço Distinto, a Medalha de Serviço Distinto do Exército, a Estrela de Prata, a Legião de Mérito e a Estrela de Bronze. Em 1954, ele recebeu um título de mestre honorário em artes pela Universidade de Minnesota.